# Кармен Кальенте
Карме́н Калье́нте (англ. Carmen Caliente; род. 10 сентября 1994 года в Тампе, Флорида, США) — американская порноактриса.

## Карьера
Имеет пуэрто-риканское происхождение. После окончания средней школы работала в McDonald’s. Одна из её подруг работала в порноиндустрии под псевдонимом Марина Эйнджел (англ. Marina Angel), она и предложила Кармен съёмки в порно.
Пришла в индустрию для взрослых в начале ноября 2013 года в возрасте 19 лет. Первыми съёмками для неё стала сцена для Casting Couch X студии Porn Pros. Снимается только в сценах традиционного и лесбийского секса.
Снимается для студий Airerose Entertainment, Brazzers, Burning Angel, Devil's Film, Digital Sin, Evil Angel, Fantasy Massage, Girlfriends Films, Girlsway, Kink.com, Mofos, New Sensations, Reality Kings, TeamSkeet, Zero Tolerance Entertainment и других.
За роль в пародийном фильме Not Jersey Boys XXX: A Porn Musical была номинирована в ноябре 2014 года на премии AVN Awards и XBIZ Award в категории «Лучшая актриса второго плана». К 32-й церемонии AVN Awards, которая проходила в январе 2015 года, была выбрана одной из двух «Trophy Girls» (вторая — Джиллиан Джансон).
По данным сайта IAFD на март 2019 года, снялась в более чем 150 порнофильмах.

## Награды и номинации
| Год  | Награда          | Результат | Категория                                                                                         | Фильм                               |
| ---- | ---------------- | --------- | ------------------------------------------------------------------------------------------------- | ----------------------------------- |
| 2015 | AVN Award        | Номинация | Лучшая актриса второго плана                                                                      | Not Jersey Boys XXX: A Porn Musical |
| 2015 | AVN Award        | Номинация | Лучшая новая старлетка                                                                            | н/д                                 |
| 2015 | AVN Award        | Номинация | Лучшая сцена секса парень/девушка (вместе с Чедом Уайтом)                                         | Not Jersey Boys XXX: A Porn Musical |
| 2015 | AVN Award        | Номинация | Награда поклонников: самый милый новичок                                                          | н/д                                 |
| 2015 | XBIZ Award       | Номинация | Лучшая актриса второго плана                                                                      | Not Jersey Boys XXX: A Porn Musical |
| 2016 | XBIZ Award       | Номинация | Лучшая сцена секса — гонзо (вместе с Мануэлем Феррарой)                                           | Raw 21                              |
| 2018 | Fleshbot Award   | Номинация | Лучшая задница                                                                                    | н/д                                 |
| 2018 | Inked Award      | Номинация | Лучшая групповая сцена (вместе с Джоанной Энджел, Катриной Джейд и Смоллом Хэндсом)               | My Killer Girlfriend                |
| 2018 | Inked Award      | Номинация | Лучшая лесбийская сцена (вместе с Джоанной Энджел)                                                | My Killer Girlfriend                |
| 2019 | AVN Award        | Номинация | Лучшая лесбийская групповая сцена (вместе с Джией Пейдж и Катриной Джейд)                         | Talk Derby to Me                    |
| 2019 | Spank Bank Award | Номинация | Daisy Chain Cognoscenti                                                                           | н/д                                 |
| 2020 | AVN Award        | Номинация | Награда поклонников: самая эпическая задница                                                      | н/д                                 |
| 2021 | AVN Award        | Номинация | Награда поклонников: самая эпическая задница                                                      | н/д                                 |
| 2021 | XBIZ Award       | Номинация | Лучшая сцена секса — виртуальная реальность (вместе с Алексом Мэком, Тиффани Уотсон и Эммой Хикс) | Party Girls: Spring Break Edition   |

## Избранная фильмография
- 2014 — Corrupt School Girls 9
- 2014 — Deviant Stepsister Massages 2
- 2014 — Fresh Girls
- 2014 — Honky Kong[12]
- 2014 — My Husband Brought Home His Mistress 5
- 2014 — Teen Tryouts Audition 64
- 2015 — Exposed College Sex Tapes
- 2015 — Lustful Latinas
- 2015 — Raw 21
- 2015 — Whornitas 3
- 2016 — A Pain In The Ass
- 2016 — Come In and Relax
- 2017 — BangBros 18 20
- 2017 — Girls Loving Girls
- 2017 — Mommy Likes To Watch 2
- 2017 — My Dad, Your Dad
- 2017 — My Killer Girlfriend[13]
- 2017 — Sibling Seductions 2[14]
- 2017 — Sin With My Sister 4
- 2018 — No Show
- 2018 — Who’s Your Daddy? 18
- 2018 — Women Seeking Women 159[15]